# Joseph Mayseder
Joseph Mayseder (ur. 26 października 1789 w Wiedniu, zm. 21 listopada 1863 tamże) – austriacki skrzypek i kompozytor.

## Życiorys
Uczył się gry na skrzypcach u Josepha Suchego, Antonína Vranickiego i Ignaza Schuppanzigha oraz gry na fortepianie i kompozycji u Emanuela Aloysa Förstera. Jako skrzypek debiutował w 1800 roku w Augarten. Grał w kwartecie Schuppanzigha. W 1810 roku został koncertmistrzem orkiestry wiedeńskiego Hoftheater. Od 1816 roku był skrzypkiem, następnie od 1836 roku dyrygentem kapeli dworskiej. W latach 1815–1837 organizował popularne Dukaten-Konzerte, w ramach których także występował. Jego grę cenił Niccolò Paganini.
Był autorem 3 koncertów skrzypcowych, 8 kwartetów smyczkowych, 5 kwintetów smyczkowych, ponadto napisał m.in. Mszę Es-dur i liczne utwory kameralne oraz solowe.